# 스키르니르가 말하기를

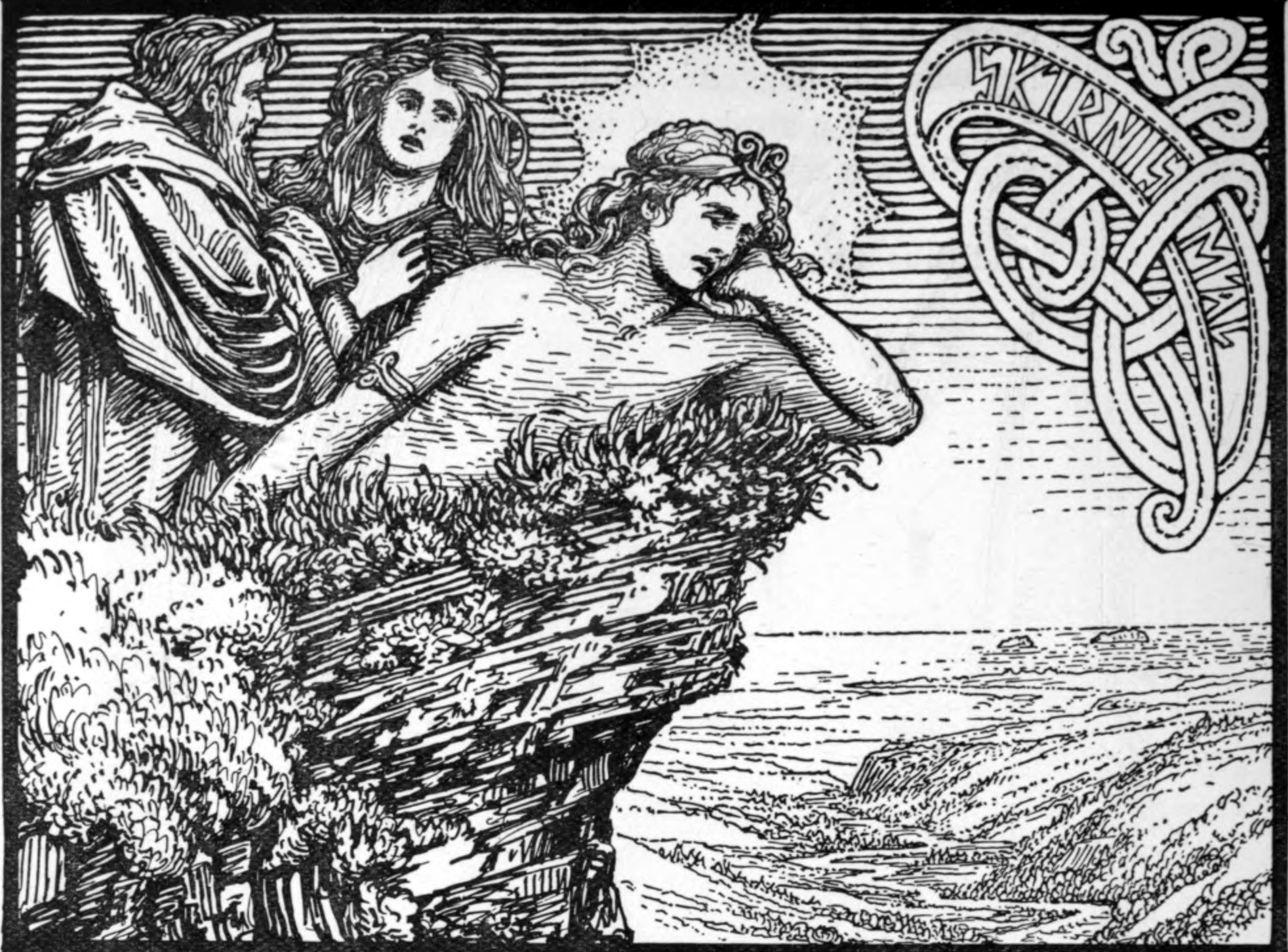
〈프레이의 상사병〉(1908년, W. G. 콜링우드 작)

〈스키르니르가 말하기를〉(고대 노르드어: Skírnismál 스키르니스말)은 고 에다의 시가 중 하나이다. 13세기 필사본인 《왕의 서》와 AM 748 I 4to에 보존되어 있지만, 그 자체는 기독교가 전래되기 전에 지어진 것으로 생각된다. 많은 학자들이 이 시의 내용이 아마 히에로스 가모스의 형태로 실제로 행해졌을 것이라고 판단한다.

## 서사시 줄거리

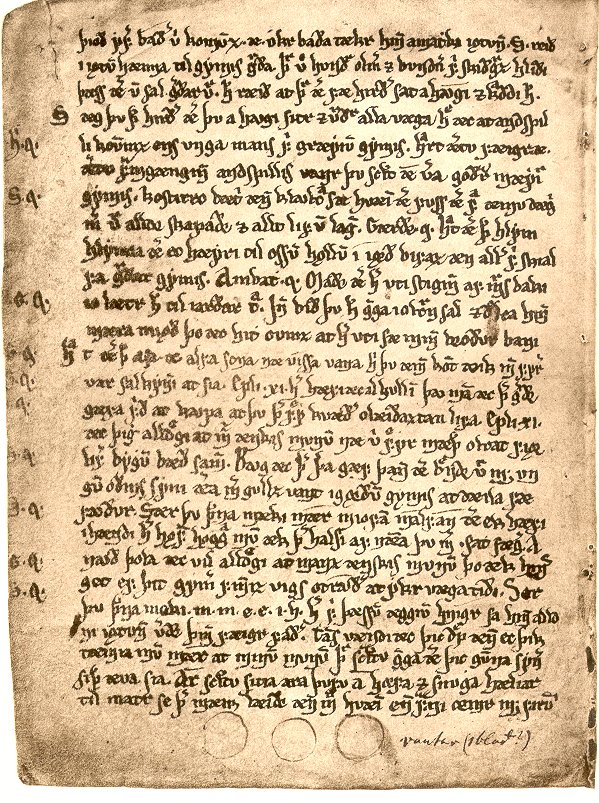
〈스키르니르가 말하기를〉이 보존되어 있는 두 필사본 중 하나인 AM 748 I 4^{to}는 여백에 각 구절의 화자가 누구인지를 설명하는 주석이 달려 있다. 일부 학자들은 이것을 이 시가 일종의 제의적 희곡의 역할을 했다는 실마리로 판단하기도 한다.

시의 프롤로그에서, 뇨르드의 아들 프레이가 오딘의 왕좌인 흘리드스캴프에 앉아서 세상을 둘러본다. 거인들의 땅인 요툰헤임을 바라본 순간, 프레이는 한 아름다운 소녀를 보게 되고 그 즉시 사랑에 빠진다. 자신의 욕망이 실현 불가능함을 두려워하면서, 프레이는 침울함에 빠진다.
뇨르드의 아내가 스키르니르에게 왜 프레이가 슬퍼하는지 이유를 물어보라고 명령하면서 시가 시작된다. 스키르니르는 주인의 분노를 두려워하면서도 명령받은 바를 수행한다. 시무룩하게 대답하던 프레이는 숨기고 있던 감정을 쏟아낸다. 스키르니르는 게르드에게 구애하기 위한 여행을 떠나기로 하고, 프레이는 그에게 자신의 마법의 말과 검을 제공해 준다.
스키르니르는 때에 맞춰 요툰헤임의 거인 기미르의 저택에 도착한다. 기미르의 딸 게르드는 그에게 저택으로 들어올 것을 명령한다. 더 이상 고생할 것 없이, 스키르니르는 처음에는 선물을 주고 그 다음에는 위협을 하면서 게르드에게 프레이의 반려자가 될 것을 구애한다(다른 판본에서는 스키르니르가 위협을 하지 않고 게르드에게 구애하는 데 성공했다고도 한다). 결국 게르드는 굴복하고, 스키르니르는 프레이에게 보고한다.